# Nemožný misionář
Nemožný misionář (v anglickém originále Missionary: Impossible) je 15. díl 11. řady (celkem 241.) amerického animovaného seriálu Simpsonovi. Scénář napsal Ron Hauge a díl režíroval Steven Dean Moore. V USA měl premiéru dne 20. února 2000 na stanici Fox Broadcasting Company a v Česku byl poprvé vysílán 29. ledna 2002 na stanici ČT1.

## Děj
Aby nebyl přerušován jeho oblíbený pořad na stanici PBS, slibuje Homer televizi 10 000 dolarů. Homer je za záchranu stanice odměněn potleskem, ale rychle se ukáže, že peníze nemá, což přiměje moderátorku Betty Whiteovou a dav postav a osobností z různých pořadů PBS (včetně Freda Rogerse, Yo-Yo Ma, Teletubbies, Big Birda, Oskara a Elma), aby ho pronásledovali ulicemi. Reverend Lovejoy Homera zachrání poté, co Homer vběhne do kostela a požádá reverenda o záchranu. Reverend Lovejoy dostane Homera přes dav tím, že ho schová v pytli vydávaném za pytel s dětskými dopisy Bohu. Lovejoy posadí Homera do nákladního letadla do jižního Pacifiku, kde se stane misionářem v Mikronésii, přestože Homer nemá náboženskou víru a nezná své vyznávané křesťanství, přičemž to druhé do té míry, že o Ježíši mylně mluví jako o „Jeebusovi“. 
Homer zavolá zpět Marge do Springfieldu vysílačkou, během níž povýší Barta na „muže domu“, Lízu na chlapce, Maggie na chytré děvče a toustovač na Maggie, čímž se Marge stane poradkyní. Bart nahradí Homera ve Springfieldské jaderné elektrárně, kde pan Burns kritizuje Homerovy výsledky a nepoznav, s kým mluví, šťouchne Barta klackem. Po návratu domů z náročného pracovního dne Bart souhlasí, že vezme Marge jednoho večera na večeři. 
Homer dorazí na ostrov a setká se s Qtoktokem a Akem. Potká také domorodou dívku, která se chová a mluví přesně jako Líza a kterou pojmenuje Líza junior. Zpočátku je tak zoufalý, že padá na zem a svíjí se a opakovaně křičí „Bože!“ (což všichni domorodci po jeho vzoru napodobují). Domorodci jsou nejprve vykresleni jako ušlechtilí divoši, neznalí a nezkažení severoamerickou civilizací. Homer se je nakonec začne snažit poučit o náboženství, ale když zjistí, že o něm nic neví, zkusí něco nového a rozhodne se na ostrově postavit kasino, které pojmenuje Šťastný divoch. To na ostrov zavádí alkohol, hazardní hry a násilí a ničí ctnostný způsob života domorodců. 
Po neúspěchu kasina postaví Homer z pokání kapli, ale spolu s Lízou juniorem zazvoní příliš hlasitě, což způsobí zemětřesení, při kterém se uvolní ze sopky lávový proud. Kaple s Homerem a Lízou juniorem se začne potápět do lávy. Ve chvíli, kdy se oba chystají zemřít, je scéna přerušena výzvou na sbírku pro televizní stanici Fox. Ukazuje se, že jde o seriál, jemuž hrozí zrušení, zatímco celá stanice čelí finančním potížím. Telefony obsluhují různé osobnosti z Foxu, k nimž se přidává rozmrzelý Rupert Murdoch a moderátorkou je opět Betty Whiteová, jež prosí diváky, aby pomohli udržet „hrubé, nevkusné pořady“, jako jsou Griffinovi, ve vysílání. Bart do studia zavolá a slibuje příspěvek 10 000 dolarů. Murdoch nadšeně poznamená, že Bart zachránil televizi, na což on odpoví: „Nebylo by to poprvé.“.

## Kulturní odkazy
Na začátku epizody sleduje Homer pořad s názvem Do Shut Up, který je popisován jako „lahodný britský sitcom o těžce pijící, ale milující rodině fotbalových chuligánů“. Mezi britské anglické výrazy používané v sitcomu patří „noggin“, „wanker“ a „soddin“. Píseň, která hraje v úvodu pořadu, je „No Feelings“ od skupiny Sex Pistols. Když Homer nesplní svůj finanční závazek podpory PBS, jsou vidět odkazy na postavy z jiných pořadů, které ho pronásledují po městě: Fred Rogers, Yo-Yo Ma, Teletubbies, Big Bird, Oskar, Elmo a Garrison Keillor.
Mezi osobnosti Foxu, které jsou v telemostu vidět, patří Thurgood Stubbs z PJs, agenti Fox Mulder a Dana Scullyová z Akt X, Hank Hill z Tatíka Hill a spol. a Bender z Futuramy. 
Když Marge zavolá Homera do vysílačky, řekne: „Haló? Je tam někdo?“, což připomíná úvod písně „Comfortably Numb“ od Pink Floyd. Když Homer dorazí na ostrov, do Homerovy kůže se dostane motýl a přesune se do jeho mozku, což připomíná scénu z filmu Mumie. 
Anglický název epizody je hříčkou s televizní a filmovou sérií Mission: Impossible. 

## Přijetí
Epizoda byla přijata převážně pozitivně. 
Jeff Cotton z The Observer charakterizuje díl jako „klasiku“. Cotton poznamenává: „Epizoda je klasická: Je tu velký závěr a jeden z těch vtipů na účet Foxu, o kterých víte, že by je nedovolili, kdyby Simpsonovi nebyli jejich největší dojnou krávou.“.
Alex Strachan v recenzi dílu pro The Gazette píše: „Misionář možná není nejvtipnější epizodou Simpsonových, jaká kdy byla natočena, ale má několik nejvtipnějších hlášek o televizi.“. Strachan cituje Homerův popis televizního pořadu Do Shut Up „Když se zrovna nebaví s ptákem, tak se hádají s honibrkem!“ jako jeden z nejvtipnějších momentů epizody. Hláška byla ale z britského vysílání vystřižena, protože „honibrk“ je ve Velké Británii považováno za sprosté slovo.
Colin Jacobson z DVD Movie Guide ve své recenzi dílu pro DVD vydání 11. řady Simpsonových kritizuje „nevtipné“ rozhodnutí producentů nechat Homera mluvit o Ježíši jako o „Jeebusovi“, celkově však Jacobson díl hodnotí kladně: „Podtrženo zábavným obratem Betty Whiteové, část s PBS pobaví a díly s Homerem na ostrově se také povedly. Navzdory ‚Jeebusovi‘ se tato epizoda stává pravděpodobně nejlepším dílem 11. série.“.
Nemožný misionář byl také Robertem Canningem, Ericem Goldmanem, Danem Iversonem a Brianem Zoromskim ze serveru IGN označen za nejlepší epizodu 11. řady seriálu. Vyzdvihli scény, „jako je stavba kasina Lucky Savage a zničení Homerovy kaple zemětřesením a řekou lávy“, ale také poznamenali, že „jedny z nejlepších humorných scén dílu se odehrávají zpět ve Springfieldu poté, co Homer udělá Barta pánem domu – když Bart zaskakuje za Homera v jaderné elektrárně, pan Burns nadává ‚Homerovi‘ za jeho špatné výsledky, unaví ho mluvit a nakonec jen šťouchne Barta klackem. Skvěle hostuje také Betty Whiteová, která jako ona sama moderuje telemaraton PBS a zesměšňuje ty diváky, kteří se dívají, ale neposílají příspěvky.“
Epizoda se stala studijním materiálem pro kurzy sociologie na Kalifornské univerzitě v Berkeley, kde se používá ke „zkoumání otázek produkce a recepce kulturních objektů, v tomto případě satirického kresleného pořadu“, a ke zjištění, co se „snaží divákům sdělit o aspektech především americké společnosti a v menší míře i o jiných společnostech“. Mezi otázky kladené v kurzech patří např.: „O jakých aspektech americké společnosti se v epizodě mluví? Jaké jejich aspekty jsou použity k tomu, aby se na ně poukázalo? Jak je satira zprostředkována: prostřednictvím jazyka? Kresbou? Hudbou? Odpovídá chování jednotlivých postav jejich charakteru, jak se vyvíjel v průběhu let? Lze identifikovat prvky historického/politického kontextu, které autoři satirizují? Jaký je rozdíl mezi satirou a parodií?“.
Blog The New York Times zmiňuje článek v L'Osservatore Romano, kde tvrdí, že Homer je „dobrý katolík“, a polemizuje s ním ukázkou z této epizody, v níž Homer „památně“ prohlašuje: „Nejsem žádný misionář, nevěřím ani v Jeebuse!“ několik vteřin předtím, než pronese zoufalou prosbu: „Zachraň mě, Jeebusi!“.